# Eddie Calvo
Eddie Baza Calvo (ur. 29 sierpnia 1961 w Tamuning) – amerykańsko-guamski polityk, ósmy gubernator amerykańskiego stanu Guam, pełniący urząd od 2011 roku. Członek Guamskiej Partii Republikańskiej. Został gubernatorem Guamu pokonując Demokratę Carla Gutierreza w wyborach na gubernatora stanu w 2010 roku. Calvo wybrał Raya Tenorio na młodszego gubernatora Guamu.